# 越共 (游戏)
《越共》（又译作）是由捷克Pterodon和Illusion Softworks开发、Gathering于2003年为Microsoft Windows（PC）平台发行的第一人称射击游戏，以越南战争为背景。
2004年，本作的资料片《越共：重拳阿尔法》发行，后与原版游戏合并为《越共：紫雾》为PC平台发售，同年移植到PlayStation 2和Xbox平台。此外，还发布了名为《红色黎明》的免费可下载内容。本作的续作《越共2》于2005年发行。

## 简介
玩家扮演美国陆军特种部队情报上士史蒂夫·霍金斯。游戏战役分13关，按时间顺序讲述派驻在越南中部高地Nui Pek基地（现实中的老村基地）的五人特战小队（成员有队长霍金斯，越籍向导，美军卫生兵，通讯员和机枪手）在1967年到1968年间的军事行动。
战役流程重现了1967年美军针对胡志明小道的清剿，SOG在柬埔寨境内的反游击秘密行动，和美军如何抵抗68年春季的越军大规模反攻。早期的敌人主要是越共游击队(即所谓Viet Cong，也即标题的由来），随着战事升级，开始与北越人民军正规部队对抗。最终决战是1968年2月老村战役的重现 ，反映了美军基地被攻陷后越军惨胜的场景。霍金斯个人的结局则是孤身炸毁越军先锋的T-34坦克后带领基地司令和手下突围成功。
游戏中的武器都是符合时代背景的。早期交战双方多使用二战前后的美苏制式武器如M1卡宾枪，汤姆森冲锋枪和越方的PPSH-41，莫辛纳甘步枪等。随着战事升级双方均更新了武器，美军获发新式M16，而北越正规军也开始采用当时最新的苏式轻武器，包括AK-47，SVD，和SKS等。该游戏较早的引入了直瞄（Iron Sight）系统，但瞄准线排布往往不准确。
游戏为了增加历史真实感，设计了能从敌尸虏获战利品的细节，不过只有少数战利品是能产生剧情分支的"重要情报"比如军事地图，多数战利品则没有实际作用，但带有强烈的时代感，比如来自中华人民共和国的各种援助品和共运宣传画、人物照片等等。

## 评价

### 销量
本作于2003年上半年在英国售出大约20,000份。GamesIndustry.biz的克里斯坦·利德认为，这样的销量“不足以令游戏受欢迎”。至2003年底，《越共》在该地区的销量上涨到约50,000份。至2007年11月，《越共》的全球销量突破100万份。

### 媒体评价
《越共》在诸多评价媒体上取得了中等偏上的成绩，Metacritic给本作打出了74/100的分数。而Gamespot打出7.9/10分的高分，还把本作评为2003年4月的月度游戏。《电脑游戏杂志》把本作评为年度游戏第八名，认为游戏的界面“比任何第一人称射击游戏都更有射击和与环境互动的感觉”。
本作同样流行于开发商所在的捷克及邻近的斯洛伐克，在BonusWeb发起的有关两国所发行游戏的投票中得票第三。